# 龙贤昭
龙贤昭（1903年11月—1998年9月17日），男，侗族，贵州天柱人，中华人民共和国政治人物，曾任中共贵州省委统战部副部长，贵州省人大常委会副主任，中共贵州省顾问委员会常委。